# Oz Zehavi
Oz Zehavi (in ebraico: עוז זהבי; Rishon LeZion, 24 giugno 1983) è un attore israeliano.

## Biografia
Ha studiato recitazione presso la Yoram Levinstein.

## Filmografia parziale
- Yossi (La Storia di Yossi), regia di Eytan Fox (2012)
- Bordering (Bad Behavior), regia di Jac Mulder (2014)